# Cynoglossus kopsii
Cynoglossus kopsii is een straalvinnige vissensoort uit de familie van hondstongen (Cynoglossidae). De wetenschappelijke naam van de soort is voor het eerst geldig gepubliceerd in 1851 door Bleeker.